# De Simon
De Simon este un carosier și producător italian de autobuze cu sediul în Osoppo, Italia.

## Istorie

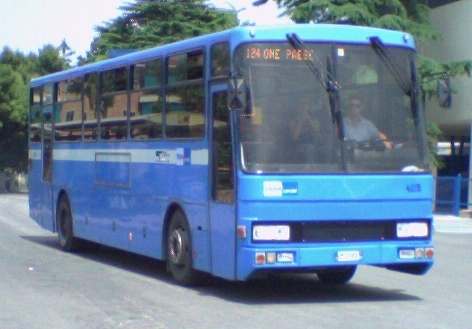
Autobuz turistic Inbus

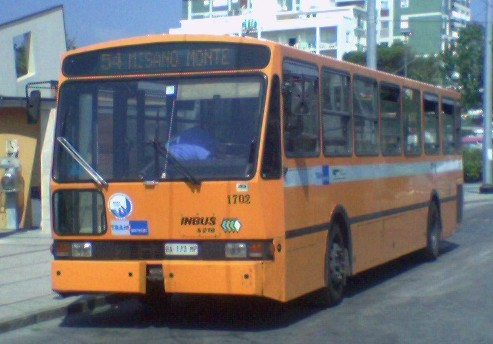
Autobuz urban Inbus U210

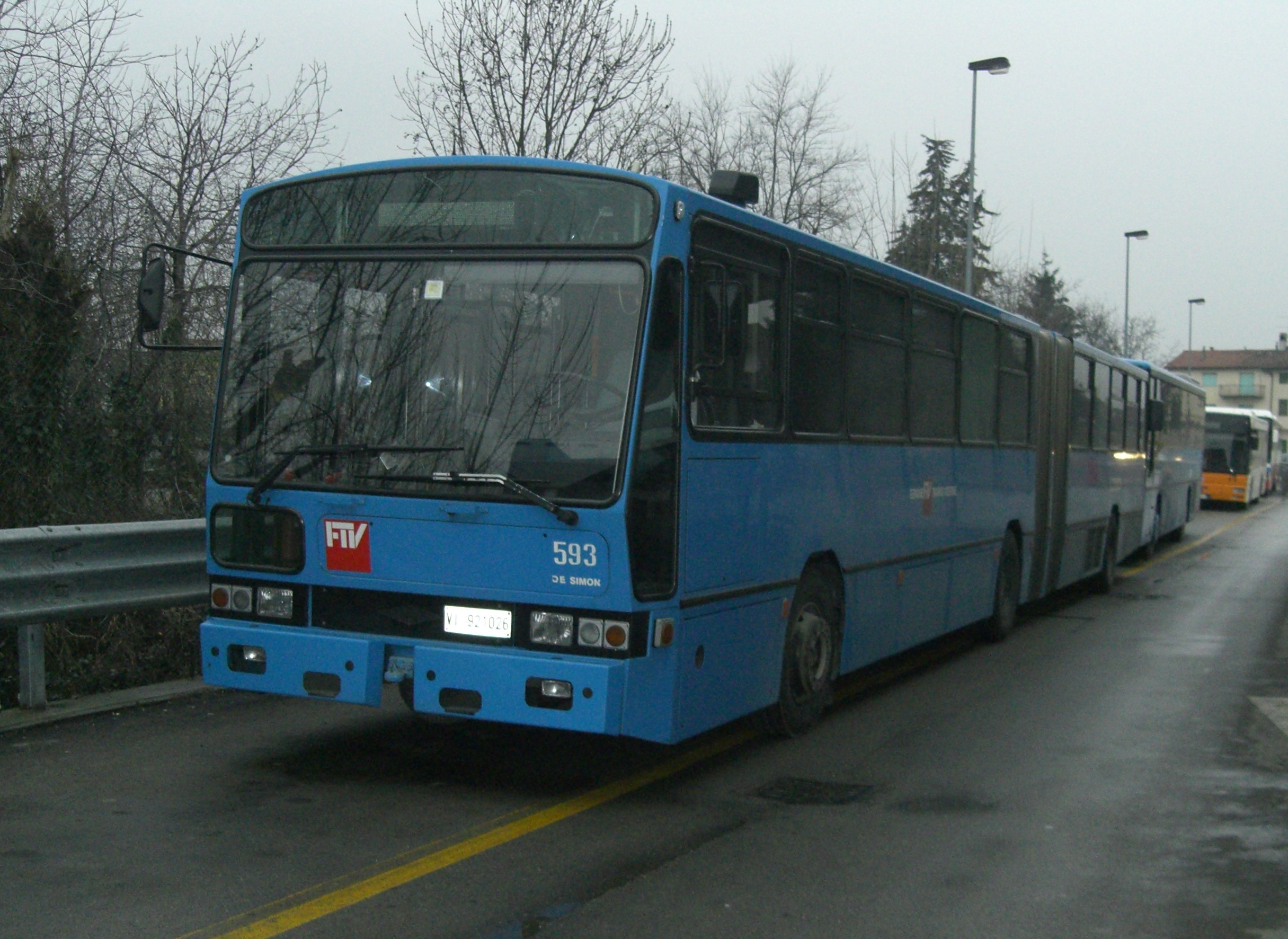
Autobuz articulat Inbus AID 280 FT

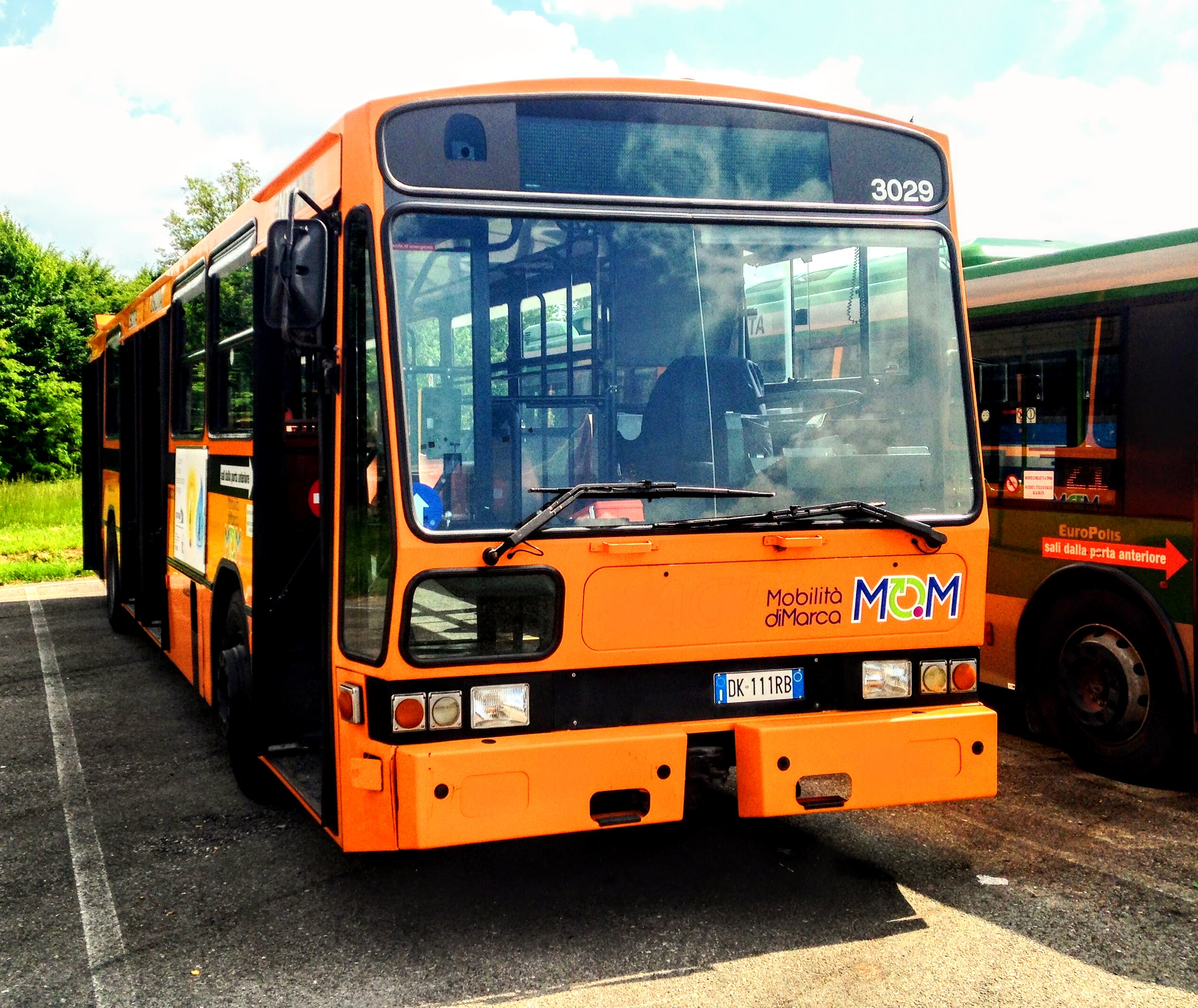
Autobuz Inbus De Simon U240

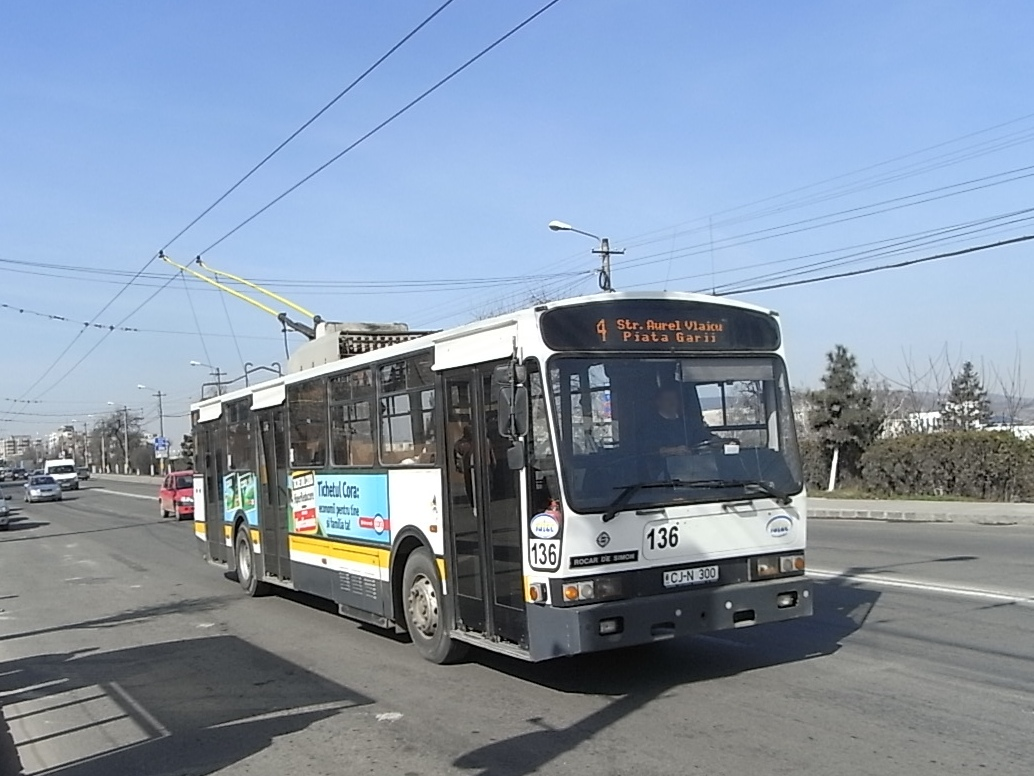
Troleibuz Rocar De Simon 412E în Cluj-Napoca

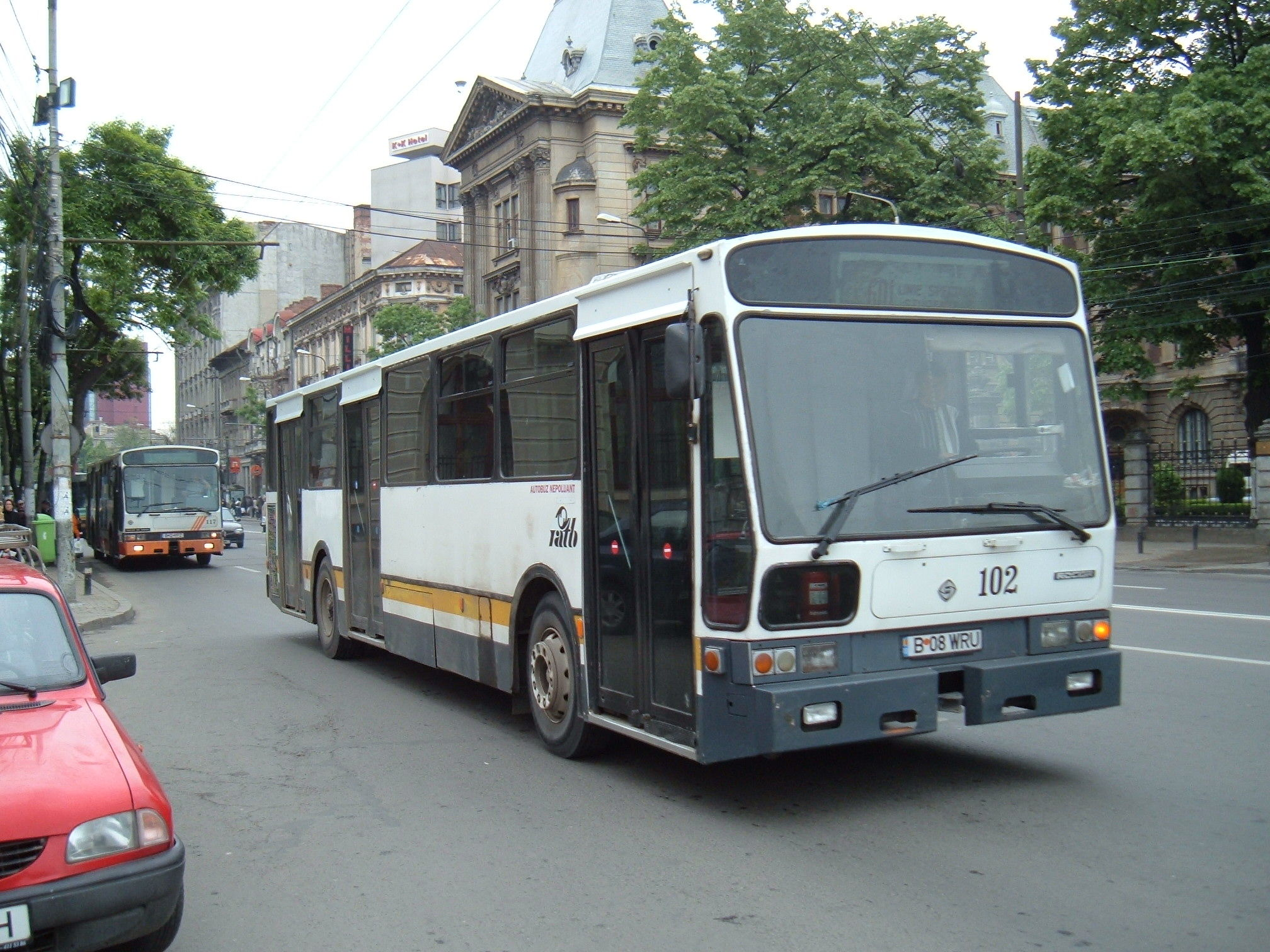
Autobuz Rocar De Simon U412-260 în Bucureşti

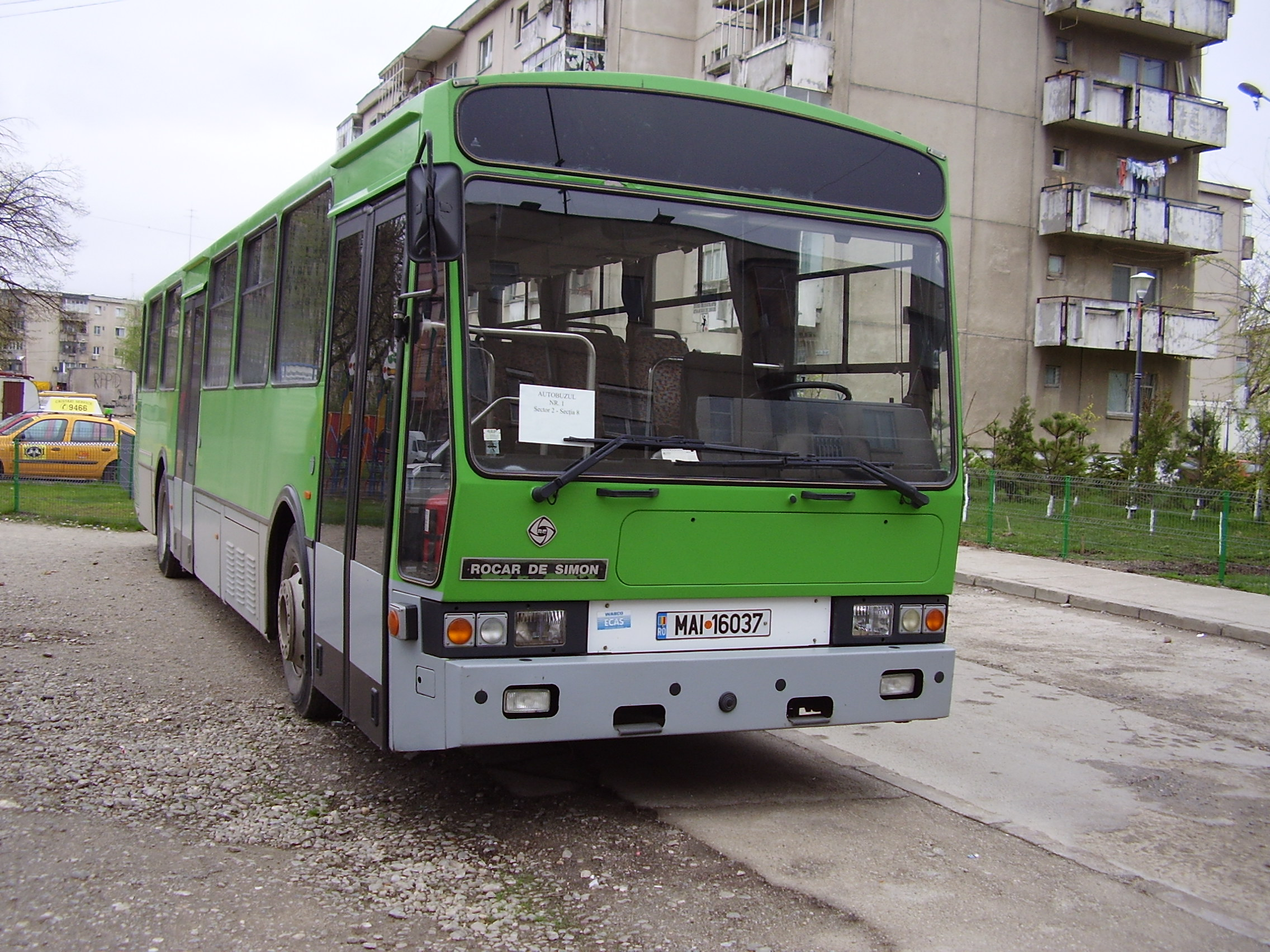
Autocar Rocar De Simon I412-260. Acest model este varianta interurbană a modelului U412-260

Compania a fost fondată în 1925 de Giovanni De Simon, care a început să asambleze autobuze de caroserie din lemn pentru transportul public local. Ulterior, sub conducerea fiului său Ilvo, compania a introdus oțel pentru autocarele interurbane și turistice, folosind șasiu Fiat, OM, Lancia sau Alfa. [1] [2]
În anii '60 au început să asambleze autobuze pe șasiul Fiat și au vândut peste o mie de unități companiilor de transport public din Italia.
Cutremurul din Friuli din 1976, cu epicentrul său din Osoppo, a distrus majoritatea fabricilor din Friuli-Venezia Giulia, inclusiv a lui De Simon. Ilvo împreună cu fiii săi, Giovanni și Alvio au reușit să reconstruiască fabrica în numai doi ani. Noul amplasament a acoperit 70.000 de metri pătrați și a inclus două clădiri de birouri și o pistă de testare.
În 1978, De Simon împreună cu Breda Costruzioni Ferroviarie au format un nou consorțiu numit Inbus, care în anii 1980 a atins o cotă de 30% din piața națională de autobuze. În acest timp, De Simon a construit o nouă fabrică de construcții în Palermo, Sicilia, numită IMEA, care va fi principalul furnizor al insulei pentru autobuze urbane și interurbane. În cei zece ani de existență, consorțiul Inbus a produs circa 6.000 de autobuze, dintre care 30% au fost asamblate de De Simon.
După desființarea consorțiului în 1990, De Simon a continuat să producă autobuze în colaborare cu Iveco și Renault, introducând pentru prima dată în Italia corpurile construite din oțel inoxidabil.
Începând cu 1993, De Simon s-a concentrat în principal pe autobuzele interurbane construite integral din oțel inoxidabil, folosind șasiu de la producătorii europeni Scania și mai târziu Mercedes-Benz. În sectorul urban, De Simon a deținut o franciză pentru a vinde în Italia autobuzele producătorului belgian Van Hool, cu o lungime cuprinsă între 8 și 18 metri și disponibil chiar și cu un motor pe gaz natural.
Între 1996 și 2002, producătorul român de autobuze Rocar și De Simon au avut o cooperare pentru asamblarea a 400 de autobuze urbane.
În următorii cinci ani, compania a dezvoltat o nouă gamă de autobuze numită Millemiglia, destinată liniilor interurbane, cu lungimea cuprinsă între 10,8 și 14 metri. Astfel de flote au fost utilizate în orașele Apulia și Campania. Linia lor a inclus, de asemenea, un autobuz turistic open-top numit Millemiglia Zefiro. [3]
În 2006, Grupul De Simon s-a stabilit ca o societate pe acțiuni, care gestionează în principal furnizarea de piese de schimb pentru caroserii de autobuze și reparații, întreținere și conversia caroseriilor de autobuz. [4]
În 2007, ca companie independentă, De Simon a realizat un volum de vânzări de 150 de autobuze și o cifră de afaceri de peste 20 de milioane de euro. [2]

## Produse
Modelele curente produse sunt:
- De Simon Millemiglia 12 HD
- De Simon Millemiglia 10 HD
- De Simon Millemiglia 10 Eav
- De Simon Millemiglia Zefiro

## Legǎturi externe
- De Simon Millemiglia HD review by Bus & Pullman
- De Simon Millemiglia Zefiro review by Bus & Pullman